# 大像山镇
大像山镇，是中华人民共和国甘肃省天水市甘谷县下辖的一个乡镇级行政单位。

## 行政区划
大像山镇下辖以下地区：
康庄社区、富强社区、西关社区、东关社区、高桥村、北关村、新庄村、西关村、南街村、东关村、模范村、杨场村、五里铺村、沙石坡村、北街村、白云村、杨赵村、马鞍山村、史家村、王家村、樊家村、李家村、狄家村、张家井村、黄家村、艾家村、土堆村、二十铺村、马务沟村和油墨社区。